# Lobería (partido)
Pour la ville, voir Lobería.
Lobería est un partido de la province de Buenos Aires fondée en 1891 dont la capitale est Lobería.